# NGC 3275
NGC 3275 é uma galáxia espiral barrada (SBab) localizada na direcção da constelação de Antlia. Possui uma declinação de -36° 44' 13" e uma ascensão recta de 10 horas, 30 minutos e 51,7 segundos.
A galáxia NGC 3275 foi descoberta em 1 de Fevereiro de 1835 por John Herschel.